# 그단스크 대학교
그단스크 대학교(폴란드어: Uniwersytet Gdański)는 폴란드 그단스크에 있는 공립 대학교다. 폴란드 상위 10개 대학 중 하나이며 카슈브어 연구의 중요한 중심지이기도 하다.

## 역사
그단스크 대학교는 1970년 소포트의 고등경제대학(1945년부터 존재)과 그단스크 교육대학(1946년 설립)이 합병하여 설립되었다.